# Маурисіо Розенкоф
Маурісіо Розенкоф (ісп. Mauricio Rosencof; нар. 30 червня 1933, Флорида, Уругвай) — уругвайський драматург, поет, письменник, журналіст, політичний діяч, член керівництва Тупамарос.

## Життєпис
Народився у Флориді (Уругвай) в сім'ї євреїв, які емігрували з Польщі за два роки до його народження.
У 1950-ті працював журналістом, писав оповідання, а з 1960-х став відомий як драматург. Вважається одним з провідних уругвайських драматургів другої половини XX століття.
Був одним із керівників місцевої ліворадикальної організації Тупамарос, а також одним із головних об'єктів переслідування для поліції, спецслужб і ескадрону смерті DAN.
У грудні 1971 Розенкоф був одним із керівників Тупамароса, які ухвалювали рішення про вбивство сільськогосподарського робітника Паскасіо Баеса — не маючи ніякого стосунку до політичної боротьби, він випадково виявив партизанський бункер і був усунутий як небажаний свідок.
У 1972 заарештований і більше десяти років знаходився в ув'язненні. За книгою спогадів про цей період «Memorias del calabozo», написаної Розенкофом і Елеутеріо Уїдобро, в 2018 був знятий фільм «Ніч довжиною в 12 років» (La noche de 12 años).

## Книги
- El gran Tuleque (1960)
- La valija (1961)
- Las ranas (1961)
- Los caballos (1967)
- El saco de Antonio (1985)
- El combate del establo (1985)
- El lujo que espera (1986)
- El regreso del Gran Tuleque (1987)
- El hijo que espera (1988)
- Memorias del calabozo (1989, у співавторстві з Елеутеріо Уїдобро)
- El Vendedor de Reliquias (1992)
- La margarita. Historia de amor en 25 sonetos (1994)
- Las cartas que no llegaron (2003)
- Leyendas del abuelo de la tarde (2004)
- El barrio era una fiesta (2005)
- Una góndola ancló en la esquina (2007)
- Medio mundo (2009)